# Słupia (gmina w województwie łódzkim)
Słupia – gmina wiejska w województwie łódzkim, w powiecie skierniewickim. W latach 1975–1998 gmina położona była w województwie skierniewickim.
Siedziba gminy to Słupia.
Według danych z 30 czerwca 2004 gminę zamieszkiwały 2672 osoby.

## Położenie
Gmina Słupia położona jest w zachodniej części powiatu skierniewickiego, na terenie o zróżnicowanej rzeźbie, szczególnie w dolinie rzeki Łupi i Jeżówki. Ma charakter rolniczy.

## Historia
Początki gmina Słupia sięgają drugiej połowy XIX wieku. W okresie międzywojennym gmina należała do powiatu skierniewickiego w woj. warszawskim. 1 kwietnia 1939 roku gminę wraz z całym powiatem skierniewickim przeniesiono do woj. łódzkiego.
Po wojnie gmina zachowała przynależność administracyjną. Według stanu z dnia 1 lipca 1952 roku gmina składała się z 21 gromad: Bonarów, Drzewce, Jasień, Krosnowa, Krosnowa Nowa, Lipce, Marianów, Modła, Mszadla, Podłęcze, Przybyszyce, Słupia, Słupia Folwark, Słupia-Pokora, Strzelnia, Winna Góra, Wola Drzewiecka, Wólka Krosnowska, Wólka Podlesie, Zacywilki i Zagórze. Jednostka została zniesiona 29 września 1954 roku wraz z reformą wprowadzającą gromady w miejsce gmin.
Po reaktywowaniu gmin w miejsce gromad z dniem 1 stycznia 1973 roku gminy Słupia nie przywrócono; utworzono natomiast jej terytorialny odpowiednik – gminę Godzianów.
Gminę Słupia utworzono jednak 1 kwietnia 1973 roku (w powiecie skierniewickim w województwie łódzkim), a więc dopiero 3 miesiące po reformie wprowadzającej gminy w miejsce gromad. Powstała ona z obszaru sołectw Bonarów, Gzów, Krosnowa, Marianów, Modła, Podłęcze, Pokoria, Słupia, Słupia-Folwark, Winna Góra, Wólka-Nazdroje i Zagórze z gminy Godzianów (z gminy Godzianów wykrojono tego samego dnia również – po raz pierwszy – gminę Lipce), przez co gmina Słupia z 1973 roku stała się o wiele mniejsza niż ta sprzed 1954 roku.
W latach 1975–1998 gmina położona była w województwie skierniewickim.

## Turystyka
Brak rozwiniętego przemysłu powoduje, że woda i powietrze są czyste, a ziemia nieskażona. Oprócz pięknych widoków turysta może zobaczyć zabytkowy kościół drewniany pod wezwaniem św. Mikołaja w Słupi, wraz z drewnianą kapliczką i placem przykościelnym. Warto także obejrzeć 700-letnią topolę balsamiczną w Nowej Krosnowie. Szczególnego uroku dodają pięknym widokom przydrożne kapliczki. Doświadczonego turystę zainteresują stanowiska archeologiczne we wsi Słupia.

## Struktura powierzchni
Według danych z roku 2002 gmina Słupia ma obszar 41,16 km², w tym:
- użytki rolne: 91%
- użytki leśne: 2%

Gmina stanowi 5,44% powierzchni powiatu.

## Demografia

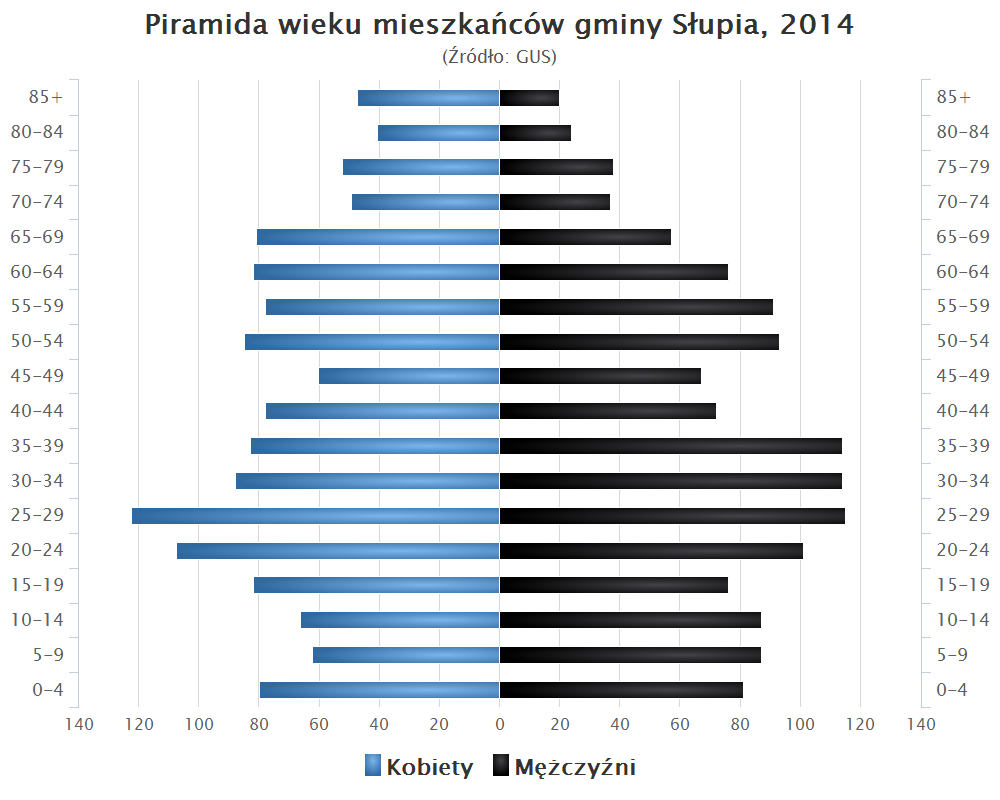
Piramida wieku mieszkańców gminy Słupia w 2014 roku

Dane z 30 czerwca 2004:
| Opis                              | Ogółem | Ogółem | Kobiety | Kobiety | Mężczyźni | Mężczyźni |
| --------------------------------- | ------ | ------ | ------- | ------- | --------- | --------- |
| jednostka                         | osób   | %      | osób    | %       | osób      | %         |
| populacja                         | 2672   | 100    | 1341    | 50,2    | 1331      | 49,8      |
| gęstość zaludnienia (mieszk./km²) | 64,9   | 64,9   | 32,6    | 32,6    | 32,3      | 32,3      |

## Sołectwa
Bonarów, Gzów, Krosnowa, Marianów, Modła, Nowa Krosnowa, Podłęcze, Słupia, Słupia-Folwark, Słupia-Pokora, Winna Góra, Wólka-Nazdroje, Zagórze.

## Sąsiednie gminy
Głuchów, Godzianów, Jeżów, Lipce Reymontowskie, Rogów